# Jüdischer Friedhof (Quernheim)

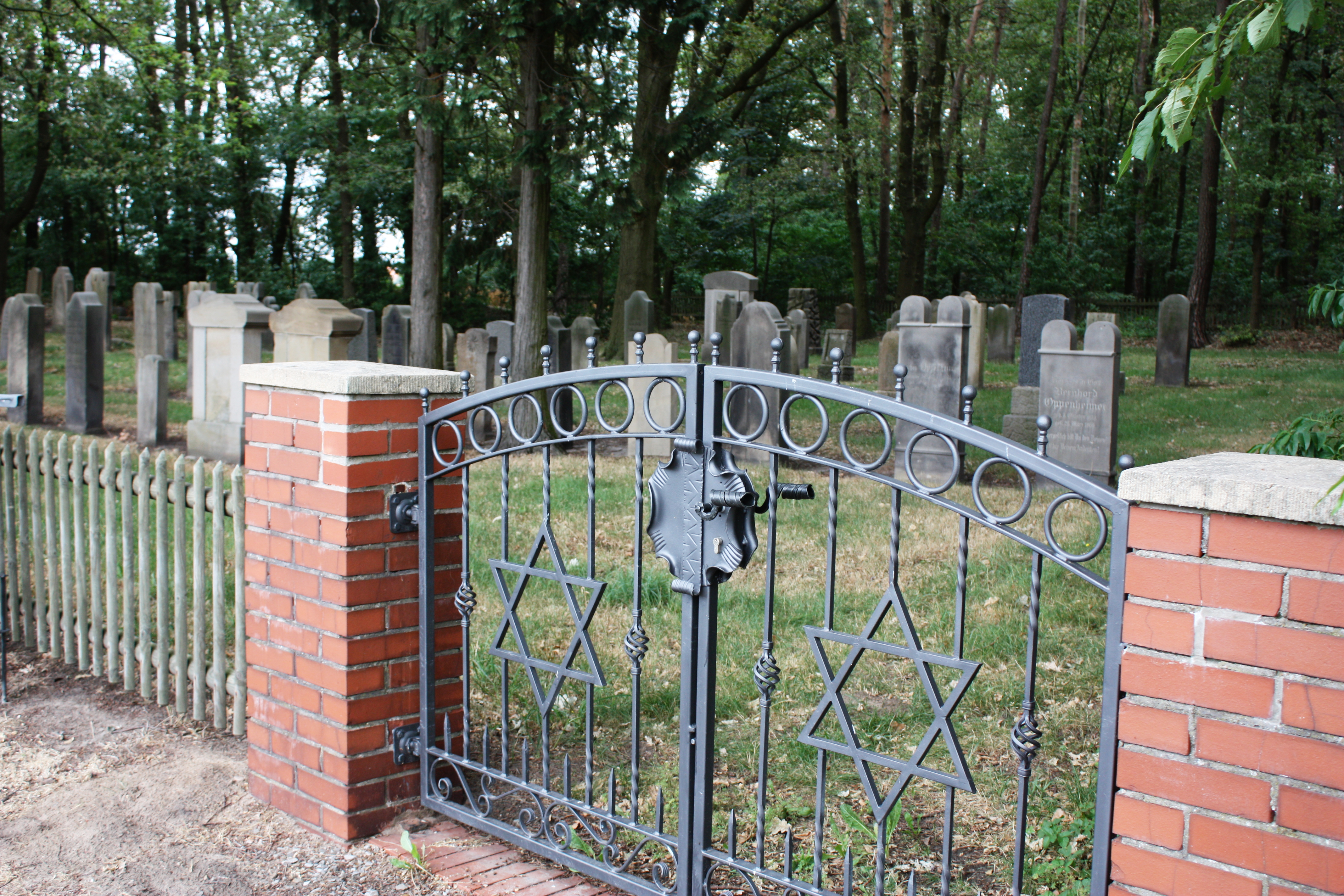
Jüdischer Friedhof Quernheim (2010)

Grabstein auf dem jüdischen Friedhof in Quernheim

Der Jüdische Friedhof Quernheim ist ein gut erhaltener jüdischer Friedhof in der Gemeinde Quernheim der Samtgemeinde Altes Amt Lemförde im niedersächsischen Landkreis Diepholz. Er ist als schützenswertes Kulturdenkmal anerkannt.

## Beschreibung

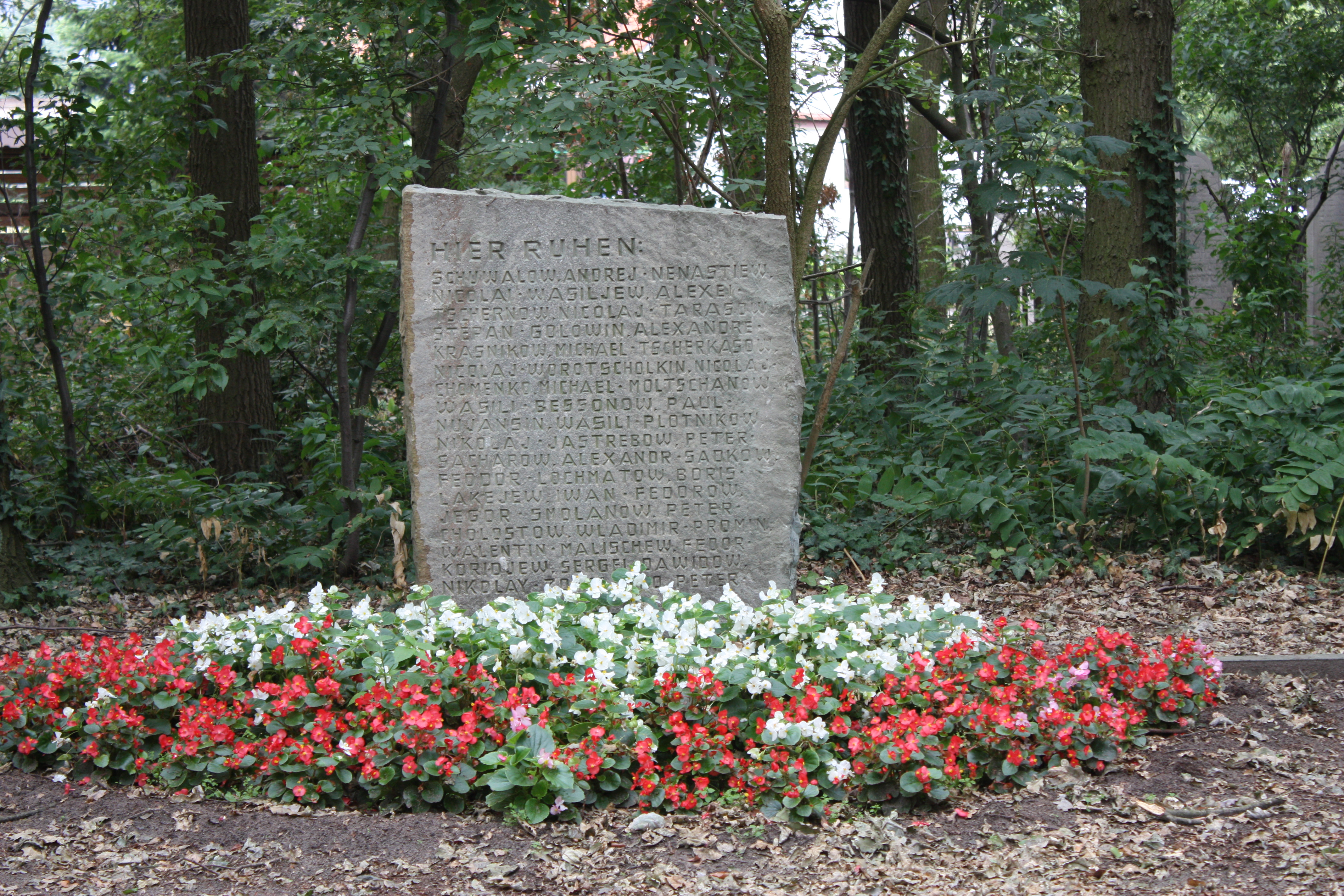
Grabanlage für 27 sowjetische Kriegsgefangene (2010)

Der Friedhof befindet sich in Quernheim an der Straße „Im Sande“. Dies ist eine Stelle am Rande eines Waldstücks nahe der Straße nach Brockum. Die 79 Grabsteine dokumentieren die jüdischen Verstorbenen in der Region von 1732 bis 1934. 
Auf dem Friedhof befindet sich auch eine Grabanlage für 27 sowjetische Kriegsgefangene, die während des Zweiten Weltkrieges auf dem Jüdischen Friedhof bestattet worden sind.

## Geschichte
Der Jude Levi Heidemann erwarb 1731 einen sandigen Hügel als Begräbnisstätte für seine Angehörigen. Später ging der Platz in den Besitz der jüdischen Gemeinde über und wurde erweitert. Belegt wurde der Friedhof von 1732 bis 1942, allerdings stammt der jüngste Grabstein aus dem Jahr 1934. Im Jahr 1942 wurden Umbettungen vom jüdischen Friedhof Diepholz vorgenommen.